# Hakaniemenranta
Hakaniemenranta est une rue des quartiers Hakaniemi et Sörnäinen d'Helsinki en Finlande.

## Présentation
La partie ouest de la rue Hakaniemenranta fait partie de Hakaniemi, qui est une section de Kallio, tandis que la partie orientale est dans Merihaka, qui est une section résidentielle de Sörnäinen.

## Transports en commun

### Tramway
Les lignes de tramway 11 et 12 du projet Kruunusillat de tramway reliant la gare centrale d'Helsinki et Laajasalo passeront sur Hakaniemenranta à partir de 2026,.
À l'extrémité orientale de la rue, à côté du sauna culturel, le pont de Merihaka sera construit menant à Nihti.

### Transport maritime
Le quai d'Hakaniemenranta est le terminus des bateaux de la route de l'archipel oriental qui parcourent: Hakaniemenranta, Laajasalo, Vartiosaari, Kivisaari, Satamasaari, Iiluoto, Iso Leikosaari, Vuosaari.
Parmi les autres parcours citons : Hakaniemenranta, Kruunuvuorenranta, Vasikkasaari, Vallisaari, Kruunuvuorenranta, Hakaniemenranta.

## Lieux et monuments
- Sauna culturel (fi)
- Quai d'Hakaniemenranta
- Agence nationale de l'éducation, Hakaniemenranta 6

## Galerie

Hakaniemenranta à Merihaka.
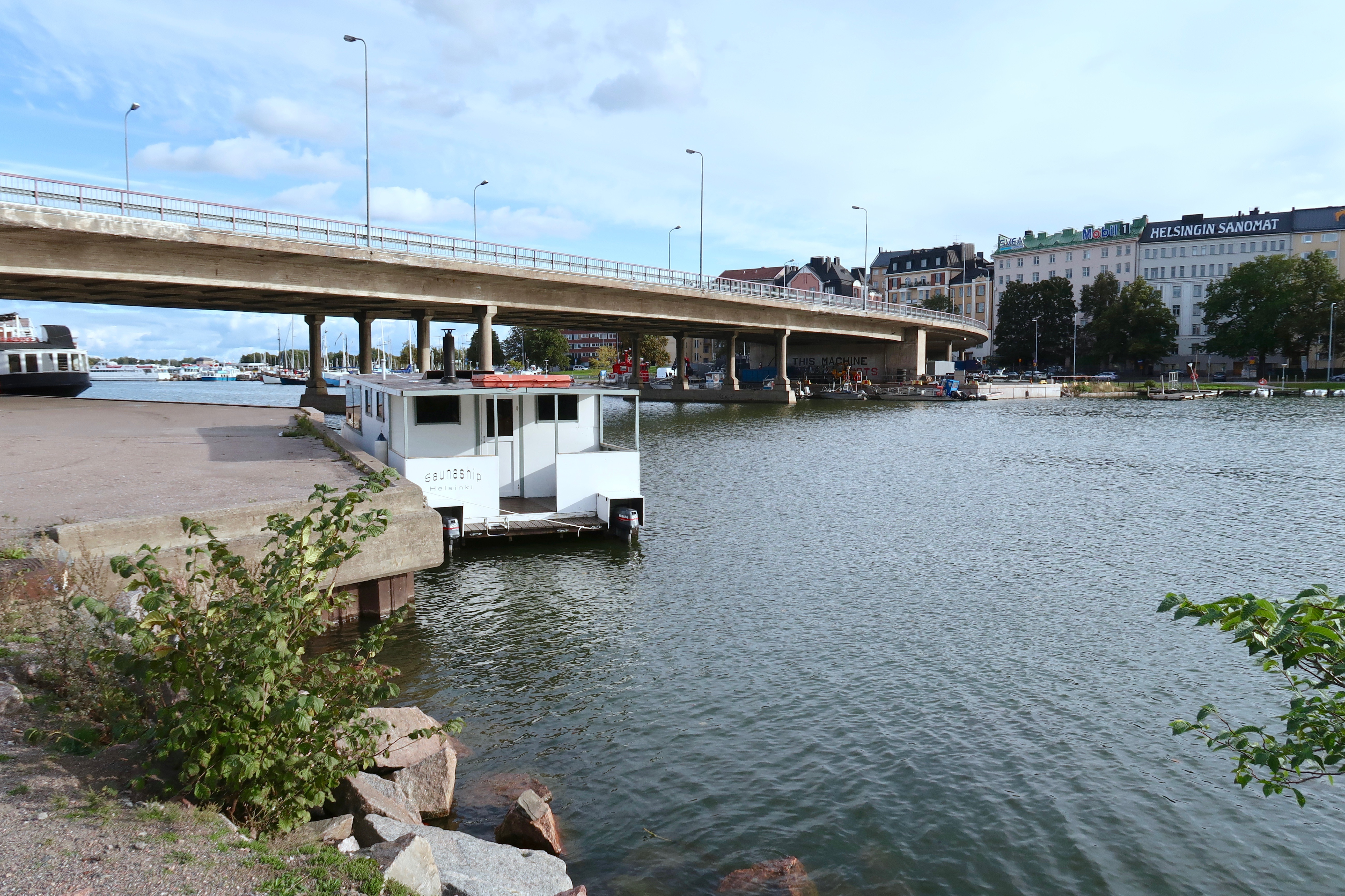
Kruununhaka vu de Hakaniemenranta.
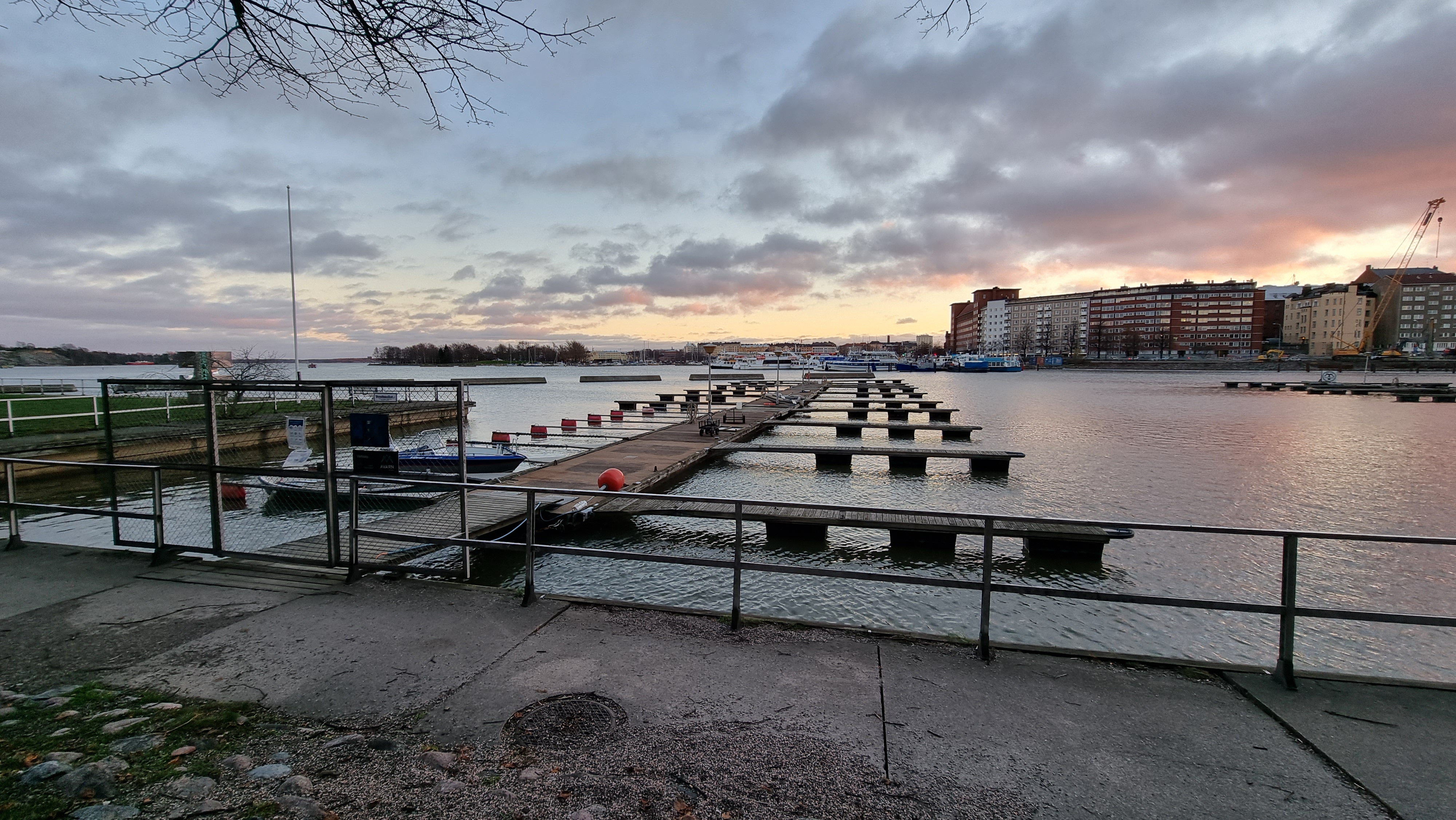
Port de Merihaka.

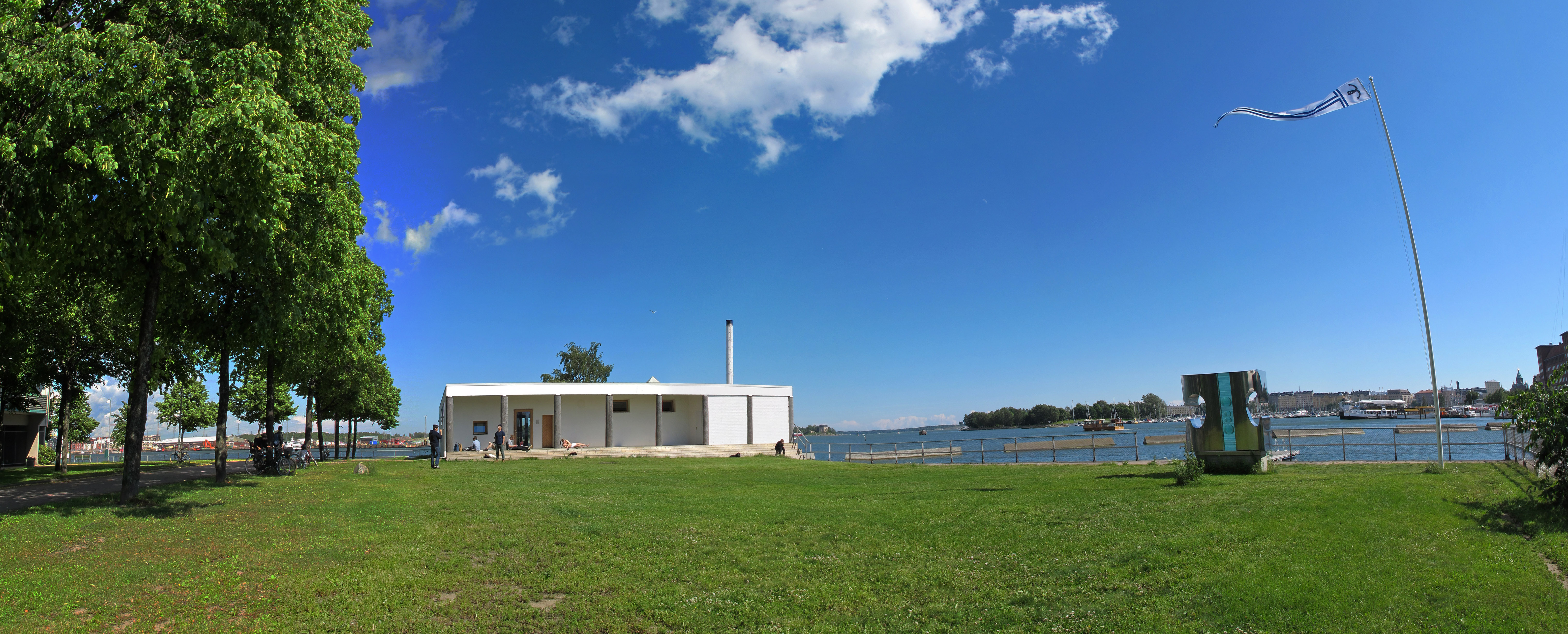
Sauna culturel, Hakaniemenranta 17.
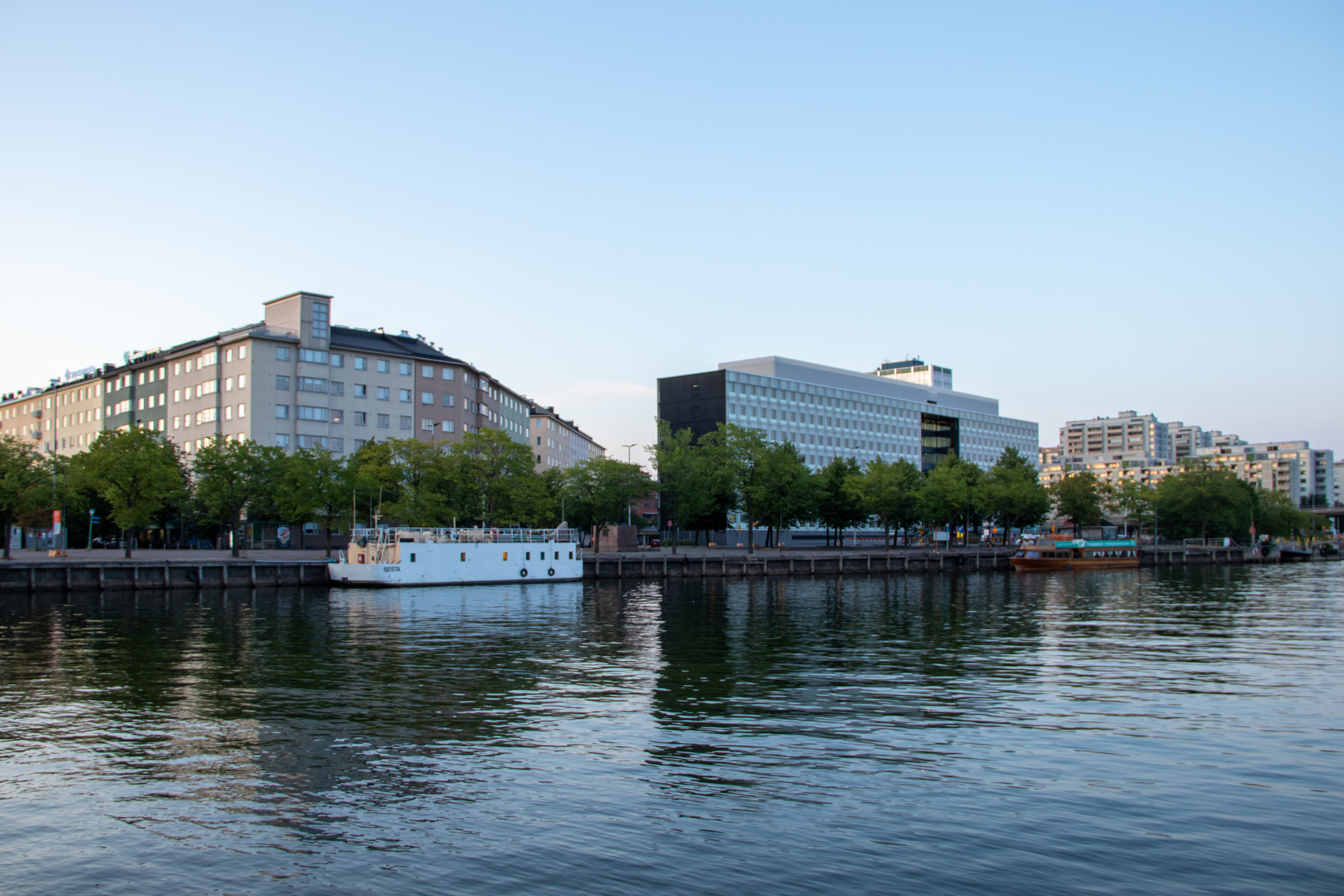
Hakaniemenranta vu de John Stenbergin ranta.
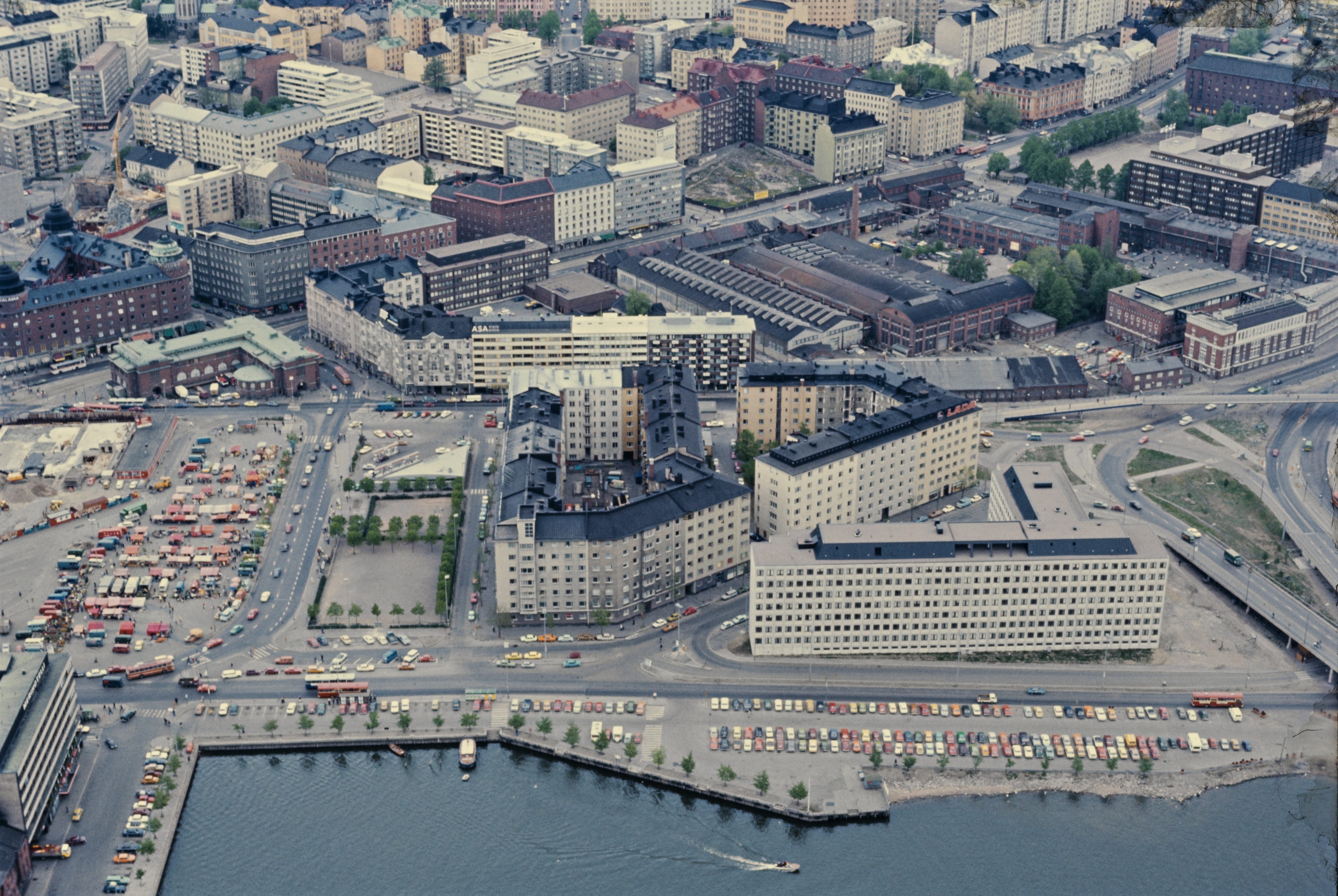
Au premier plan,  l'agence nationale de l'éducation.